# Syllepte berambalis
Syllepte berambalis là một loài bướm đêm trong họ Crambidae.